# Škoda 14Tr
Škoda 14Tr è un modello di filobus realizzato nell'allora Cecoslovacchia e largamente impiegato in tutti i paesi dell'Europa orientale.

## Storia
Tale modello è stato commercializzato come prototipo nel 1980, per poi venir costruito su larga scala dal 1982, una volta cessata la produzione dello Škoda 9Tr, ormai obsoleto ed inadeguato alle richieste del mercato. Negli anni successivi e fino al 1994 si sono realizzate nuove versioni dello Škoda 14Tr.

## Caratteristiche
È un filobus dalle forme squadrate lungo oltre undici metri, con guida a sinistra, tre porte rototraslanti, grandi finestrini, parabrezza diviso in due parti.

## Versioni
Nell'arco di oltre dodici anni sono state realizzate una quindicina di versioni, peraltro molto similari. Dal 1995 è iniziata la produzione dello Škoda 14TrM, un modello aggiornato nelle tecnologie e dall'aspetto moderno, riconoscibile subito dal frontale con un grande parabrezza ed il display luminoso per l'indicazione della linea e percorso.
Alcune aziende hanno successivamente rimodernato alcuni Škoda 14Tr di vecchia produzione, denominati anche questi Škoda 14TrM.
La versione articolata di questo modello è stata denominata Škoda 15Tr.

## Diffusione
Tale modello è ancora molto presente nei parchi aziendali di alcune città della Lituania (Kaunas, Vilnius),  Slovacchia (Bratislava, Košice), Ucraina (Simferopoli, Jalta) per fare solo degli esempi.
In Repubblica Ceca questo modello ormai è diventato poco diffuso a sarà destinato a scomparire nell'arco di pochi anni. Non sono più in servizio nelle città di Jihlava, Hradec Králové, Teplice e Zlín, mentre prestano ancora servizio in unità di 10-15 pezzi usati soprattutto nelle ore notturne e come scorta nelle città di Brno, Ostrava, Plzeň e Pardubice.

## Galleria d'immagini

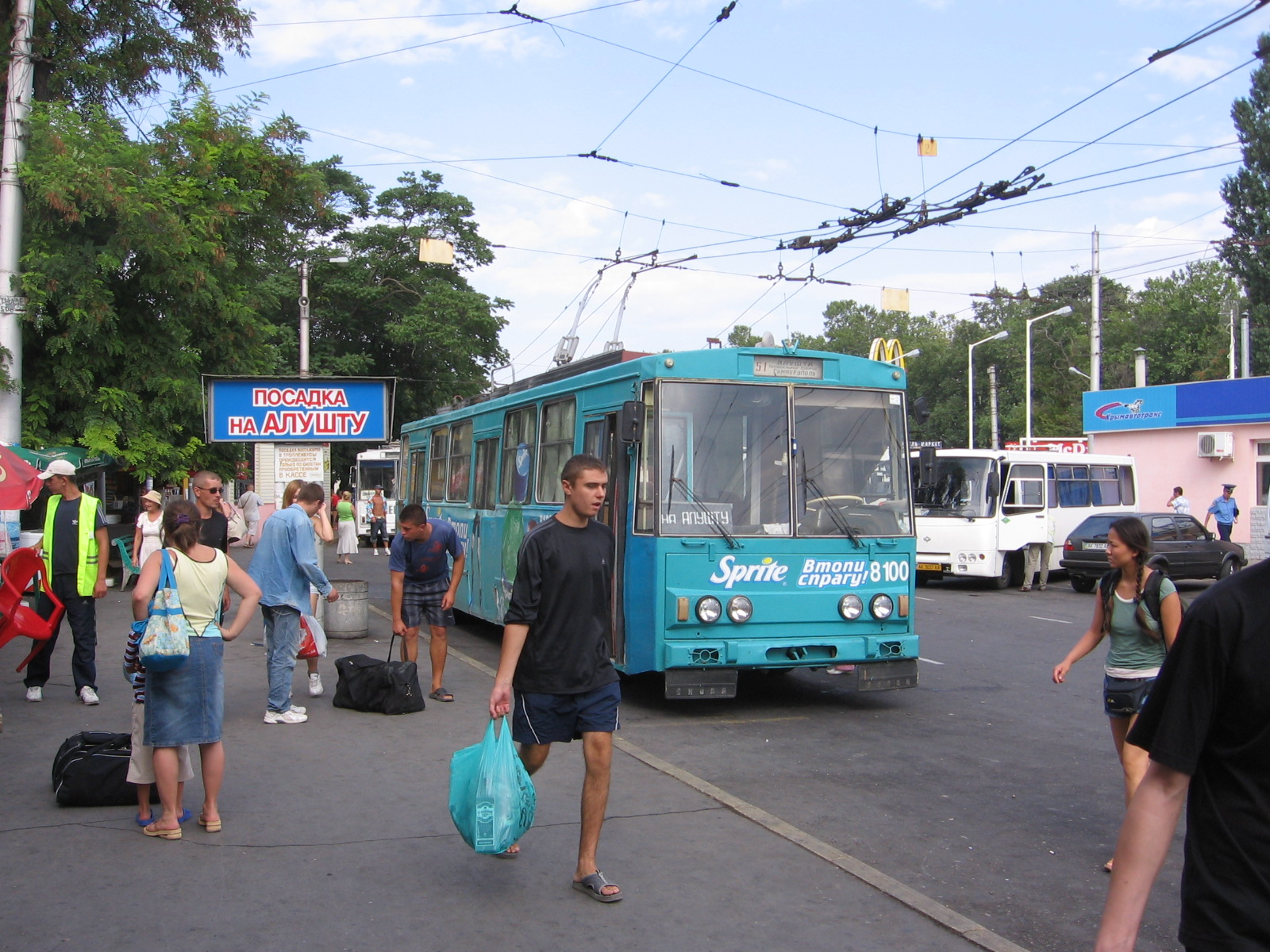
Simferopoli: filobus n. 8100 della Krymtrolleybus sulla linea 51
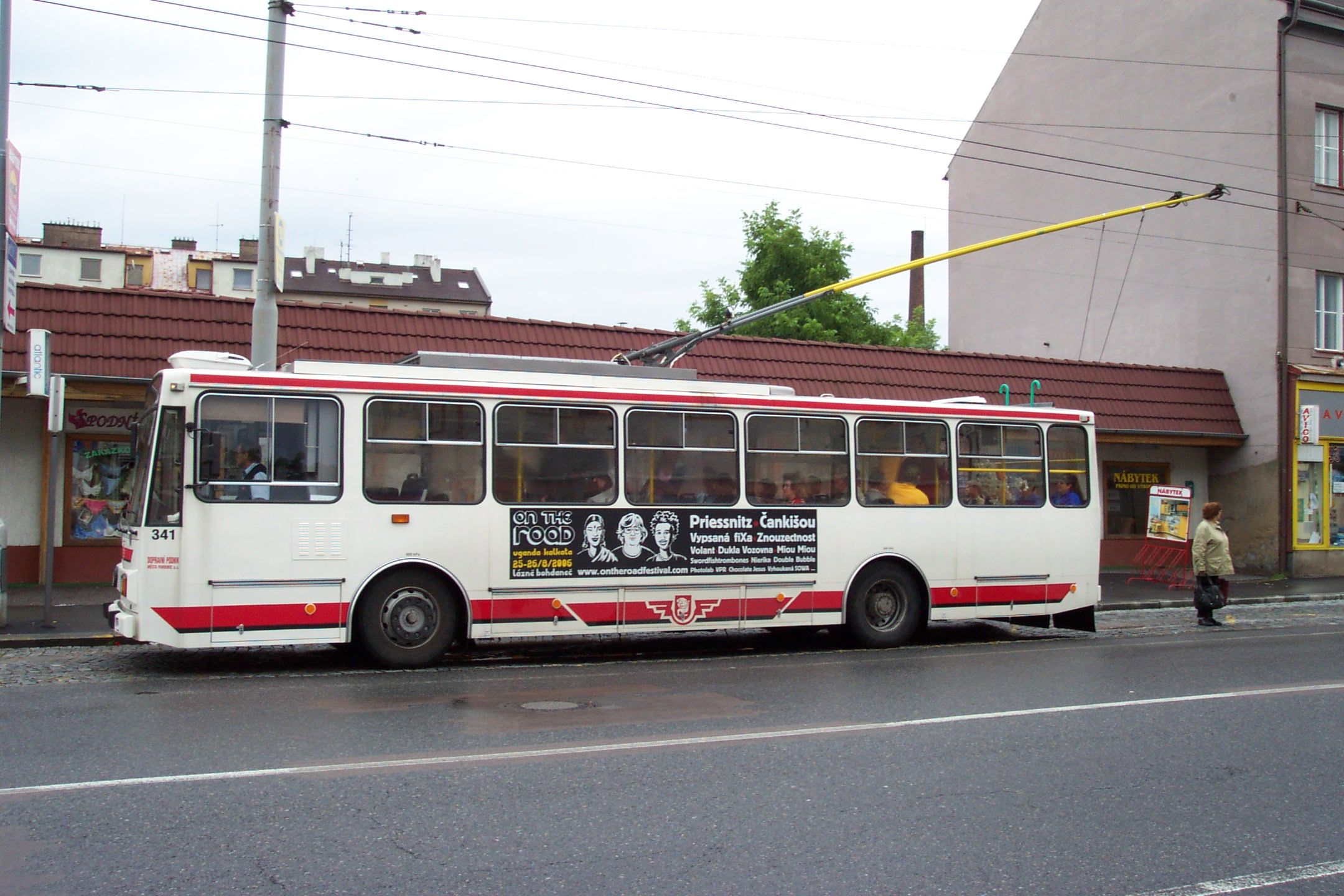
Pardubice: filobus n. 341 rimodernato in 14TrM
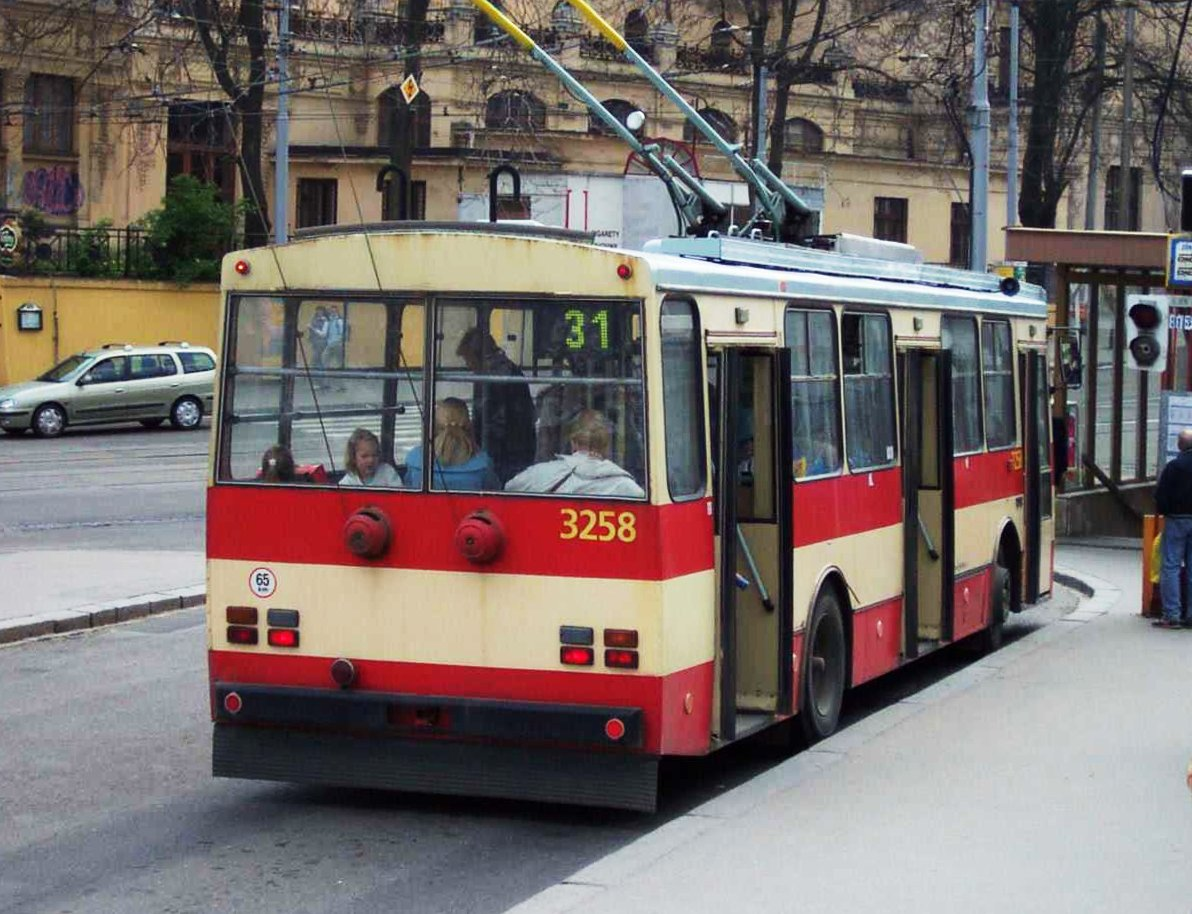
Brno: filobus n. 3258 sulla linea 31
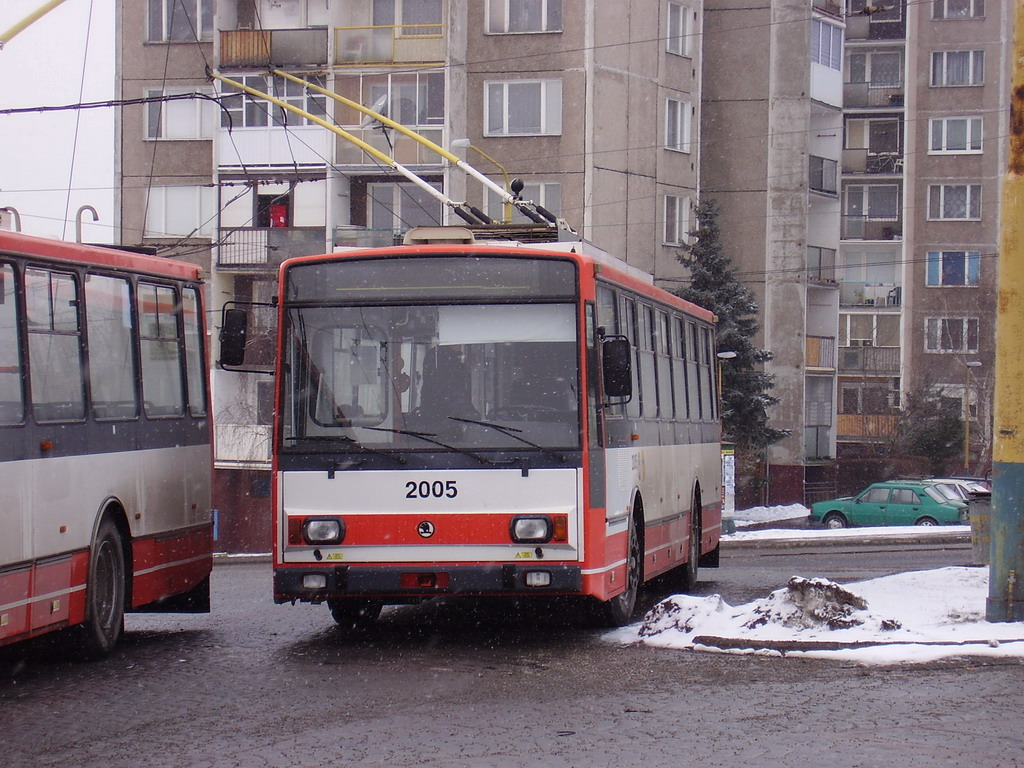
Košice: filobus M n. 2005